# Diócesis de Mongomo
La diócesis de Mongomo (en latín: Dioecesis Mongomensis) es una circunscripción eclesiástica de la Iglesia católica en Guinea Ecuatorial. Se trata de una diócesis latina, sufragánea de la archidiócesis de Malabo. Desde el 1 de abril de 2017 su obispo es Juan Domingo-Beka Esono Ayang, de los Misioneros Hijos del Inmaculado Corazón de María.

## Territorio y organización
La diócesis tiene 5478 km² y extiende su jurisdicción sobre los fieles católicos de rito latino residentes en las provincias de Wele-Nzas y Djibloho (separada de Wele-Nzas en 2017).
La sede de la diócesis se encuentra en la ciudad de Mongomo, en donde se halla la Catedral basílica de la Inmaculada Concepción.
En 2021 en la diócesis existían 12 parroquias.

## Historia
La diócesis fue erigida el 1 de abril de 2017 con la bula Onerosa pastoralis del papa Francisco, derivando su territorio de la diócesis de Ebibeyín.

## Estadísticas
Según el Anuario Pontificio 2022 la diócesis tenía a fines de 2021 un total de 283 615 fieles bautizados.
| Año                                                                             | Población            | Población | Población      | Sacerdotes | Sacerdotes    | Sacerdotes    | Bautizados por sacerdote | Diáconos permanentes | Religiosos | Religiosos | Parroquias |
| Año                                                                             | Bautizados católicos | Total     | % de católicos | Total      | Clero secular | Clero regular | Bautizados por sacerdote | Diáconos permanentes | Varones    | Mujeres    | Parroquias |
| ------------------------------------------------------------------------------- | -------------------- | --------- | -------------- | ---------- | ------------- | ------------- | ------------------------ | -------------------- | ---------- | ---------- | ---------- |
| 2017                                                                            | 155 000              | 159 860   | 97.0           | 25         | 20            | 5             | 6200                     |                      |            | 32         | 11         |
| 2019                                                                            | 264 000              | 330 000   | 80.0           | 27         | 23            | 4             | 9777                     | 1                    | 4          | 22         | 12         |
| 2021                                                                            | 283 615              | 354 440   | 80.0           | 27         | 23            | 4             | 10 504                   | 1                    | 4          | 22         | 12         |
| Fuente: Catholic-Hierarchy, que a su vez toma los datos del Anuario Pontificio. |                      |           |                |            |               |               |                          |                      |            |            |            |

## Episcopologio
- Juan Domingo-Beka Esono Ayang, C.M.F., desde el 1 de abril de 2017